# John Cornyn
John Cornyn (Houston, 1952. február 2. –) amerikai politikus, szenátor (Texas, 2002– ). A Republikánus Párt tagja.

## Pályafutása
Alapdiplomáját 1973-ban a Trinity Egyetemen kapta, 1977-ben pedig jogi végzettséget szerzett a St. Mary's School of Law nevű egyetemen. 1995-ben a Virginiai Egyetemen végzett posztgraduális tanulmányokat jogból.
1984-től 1990-ig bíró volt Bexar megyében, majd 1990-től 1997-ig a texasi legfelsőbb bíróság bírája volt. 1999-től 2002-ig Texas állam igazságügyminisztere (attorney general) volt. 2002-ben sikerrel indult a szenátusi választáson, de még mielőtt 2003. január 3-án saját jogán elfoglalhatta volna helyét a washingtoni Szenátusban, a kormányzó kinevezte a lemondott Phil Gramm helyére, így már 2002. december 2-án letette a hivatali esküt. 2008-ban, 2014-ben és 2020-ban is újraválasztották; mandátuma 2027. január 3-án jár le.